# هجوم تيت
هجوم التيت أو هجوم عيد التيت، هو هجوم مُفاجئ شنه الثوار الفيتناميون من الجبهة الوطنية لتحرير جنوب فيتنام المعروفة بالفيت كونج وعناصر من الجيش الشعبي الفيتنامي الشمالي بتخطيط من الجنرال جياب وقيادته فيما بين 29 يناير و 25 فبراير 1968 ضد الجيش الفيتنامي الجنوبي والولايات المُتحدة وحلفائها واستمد اسمه من الاحتفالات الفيتنامية ببداية السنة القمرية حسب التقويم الفيتنامي. اكتسح فيه المهاجمون أكثر من 90 موقعا عسكريًا ومدنيًا ومركز قيادة للقوات الأميركية وكبدوها خسائر كبيرة في المعدات والأفراد كما تكبدوا خسائر أكثر. كان الغرض من الهجوم الواسع النطاق الذي خطط له المكتب السياسي للحزب الشيوعي في هانوي هو إثارة عدم الاستقرار السياسي في الجنوب، أمًلا في أن الهجوم المسلح الجماعي على المراكز الحضرية من شأنه أن يؤدي إلى الانشقاقات والتمُردات وسقوط الحكومة الجنوبية.
تم شن الهجوم قبل الأوان المُحدد له في ساعات الصباح الباكر من يوم 30 يناير في قطاعات واسعة داخل مناطق سيطرة الفيالق التكتيكية الأولي والثانية لجيش فيتنام الجنوبية. أتاح هذا الهجوم المبكر لقوات الحلفاء بعض الوقت لإعداد تدابير دفاعية، وعندما بدأت العملية الرئيسية خلال ساعات الصباح الباكر من يوم 31 يناير، كان الهجوم شامل على جميع أنحاء البلاد؛ في المُجمل: قام أكثر من 80.000 من قوات الجبهة الوطنية الجنوبية والقوات الشمالية بالهجوم على أكثر من 100 بلدة ومدينة بما في ذلك 36 من 44 عاصمة إقليمية وخمس من المدن الست الكُبري و72 من 245 بلدة مَحلية بالإضافة إلي عاصمة الجنوب سايجون. كان الهجوم أكبر عملية عسكرية قام بها أي من الأطراف المُتحاربة حتى تلك اللحظة من الحرب.
كان هجوم عيد التيت نقطة تحول في الحرب وله عواقب بعيدة المدى، بسبب تأثيره على آراء الجمهور الأمريكي والعالم على نطاق واسع حول حرب فيتنام. فقد أفاد الجنرال ويستمورلاند أن هزيمة القوات المُتمردة والشمالية ستتطلب 200,000 جندي أمريكي إضافي وتفعيل قوات الاحتياط، مما دفع حتى المؤيدين المخلصين للحرب إلى رؤية أن استراتيجية الحرب الحالية تتطلب إعادة تقييم. قامت القيادة الأمريكية بإعادة النظر في استراتيجيتها حول الحرب وبدأت بـ(فتنمت) الحرب أي ترك الحرب لأصحابها الأصليين من الفيتناميين الأمر الذي كان له الأثر البالغ في نتيجة الحرب عند نهايتها.
كان للهجوم تأثير قوي على حكومة الولايات المتحدة وصدم الجمهور الأمريكي، الذي كان يدعي قادته السياسيون والعسكريون بأن الفيتناميين الشماليين مهزومون وغير قادرين على شن مثل هذه العملية العسكرية الطموحة؛ أدي ذلك لانخفض الدعم الشعبي الأمريكي للحرب بِحدة نتيجة لضحايا هجوم التيت وتكثيف دعوات التجنيد التي تَبعته.
من تبعات الهجوم، أن سعت إدارة الرئيس جونسون إلى مفاوضات لإنهاء الحرب، والتي خرجت عن مسارها لاحقًا إلي إتفاق سري بين نائب الرئيس السابق آنذاك ريتشارد نيكسون، الذي خطط للترشح كمرشح جمهوري في الانتخابات الرئاسية الأمريكية عام 1968 و رئيس فيتنام الجنوبية نجوين فان ثيو.
يشير مصطلح "هجوم التيت" عادةً إلى المعارك الدائرة في الفترة بين ينايروفبراير من 1968م، ولكنه يمكن أن يشمل أيضًا ما يسمى بهجوم "التيت الصغير" الذي وقع في مايو من نفس العام وهجوم المرحلة الثالثة في أغسطس/آب، أو الـ21 أسبوعاً من القتال العنيف غير المُعتاد الذي أعقب الهجمات الأولية في يناير/كانون الثاني.

## الخلفية التاريخية

### الحالة السياسية لفيتنام الجنوبية
كانت السنوات التي سبقت هجوم التيت سنوات من عدم الاستقرار السياسي الملحوظ وسلسلة من الانقلابات العسكرية التي تبعت انقلاب عام 1963. نتيجتًا لذلك في عام 1966، سعت الولايات المُتحدة لإقناع القيادة في فيتنام الجنوبية، مُمثَلة في رئيس الدولة نجوين فان ثيو ورئيس الوزراء نجوين كاو كو، بالالتزام بالإصلاحات الديمقراطية في محاولة لتحقيق استقرار الوضع السياسي في إعلان هونولولو، 1966. قبل عام 1967، كانت الجمعية التأسيسية لفيتنام الجنوبية بصدد صياغة دستور جديد وإجراء انتخابات.
بدأ الوضع السياسي في فيتنام الجنوبية، بعد الانتخابات الرئاسية الفيتنامية الجنوبية عام 1967، بالإستقرار، فأصبحت المنافسات بين جنرالات الجيش الفيتنامي الجنوبي أقل حِدة، وشكل ثيو وكو حملة مُشتركة للإنتخابات. على الرغم من الجهود التي بذلتها فيتنام الشمالية لتعطيل الانتخابات، شهدت نسبة الإقبال الأعلى من المعتاد نقطة تحول سياسية نحو هيكل أكثر ديمقراطية وبشرت بفترة من الاستقرار السياسي بعد سلسلة من الانقلابات التي ميزت السنوات السابقة.
تم تفسير الاحتجاجات من قِبل المكتب السياسي للحزب الشيوعي الفيتنامي ولي دوين على أنها علامات على أن سكان الجنوب قد يحتضنون "انتفاضة عامة" ضد حكومة فيتنام الجنوبية. لذلك سعى المكتب السياسي إلى استغلال عدم الاستقرار الملحوظ والحفاظ على الضعف السياسي في جنوب فيتنام.

### استراتيجية الحرب للولايات المتحدة
في أواخر عام 1967، كان السؤال عما إذا كانت استراتيجية الاستنزاف الأمريكية ناجحة في فيتنام الجنوبية، قيد النقاش الحاد في الشارع الأمريكي وإدارة الرئيس ليندون جونسون. كان الجنرال وليام ويستمورلاند قائد قيادة المساعدة العسكرية في فيتنام (MACV)، يَعتقد أنه إذا أمكن الوصول إلى "نقطة التفوق" بحيث يكون فيها عدد قَتلا القوات الشيوعية أكثر من عدد مُجنديهم الجدد، فذلك سيؤدي إلي هزيمة الشيوعيين والفوز بالحرب في فيتنام. ولكن كان هناك تناقض بين تقديرات قيادة المساعدة العسكرية (MACV) ووكالة الاستخبارات المركزية (CIA) فيما يتعلق بقوة قوات حرب العصابات للفيت كونج في جنوب فيتنام. في سبتمبر، اجتمع أعضاء من أجهزة الاستخبارات MACV ووكالة المخابرات المركزية (CIA) لإعداد تقدير استخباراتي وطني خاص ستستخدمه الإدارة لقياس نجاح الولايات المتحدة في الصراع.
بعد حصولهم على تقرير الاستخبارات عن العدو، إعتقد أعضاء وكالة المخابرات المركزية أن عدد مقاتلي الثوار الفيت كونج وغير النظاميين، والكوادر في فيتنام الجنوبية يُمكن أن يصل الجنوب إلى 430,000. ولكن من ناحية أخرى، أكد مركز الاستخبارات لقيادة المساعدة العسكرية MACV أن العدد لا يمكن أن يزيد عن 300,000. كان ويستمورلاند قلقًا للغاية بشأن رد فعل الجمهور الأمريكي لمثل هذه التقديرات المتزايد حيث كانت الأرقام الروتينية التي يتم إبلاغ الصحافة الأمريكية خلال المؤتمرات الصحفية أقل من ذلك.
وفقًا لرئيس استخبارات الـMACV، الجنرال جوزيف أ. ماكريستيان، فإن هذه الأرقام "ستخلق قنبلة سياسية"، لأنها كانت دليلًا إيجابيًا على أن الفيتناميين الشماليين "لديهم القدرة والإرادة لمواصلة حرب استنزاف طويلة الأمد".

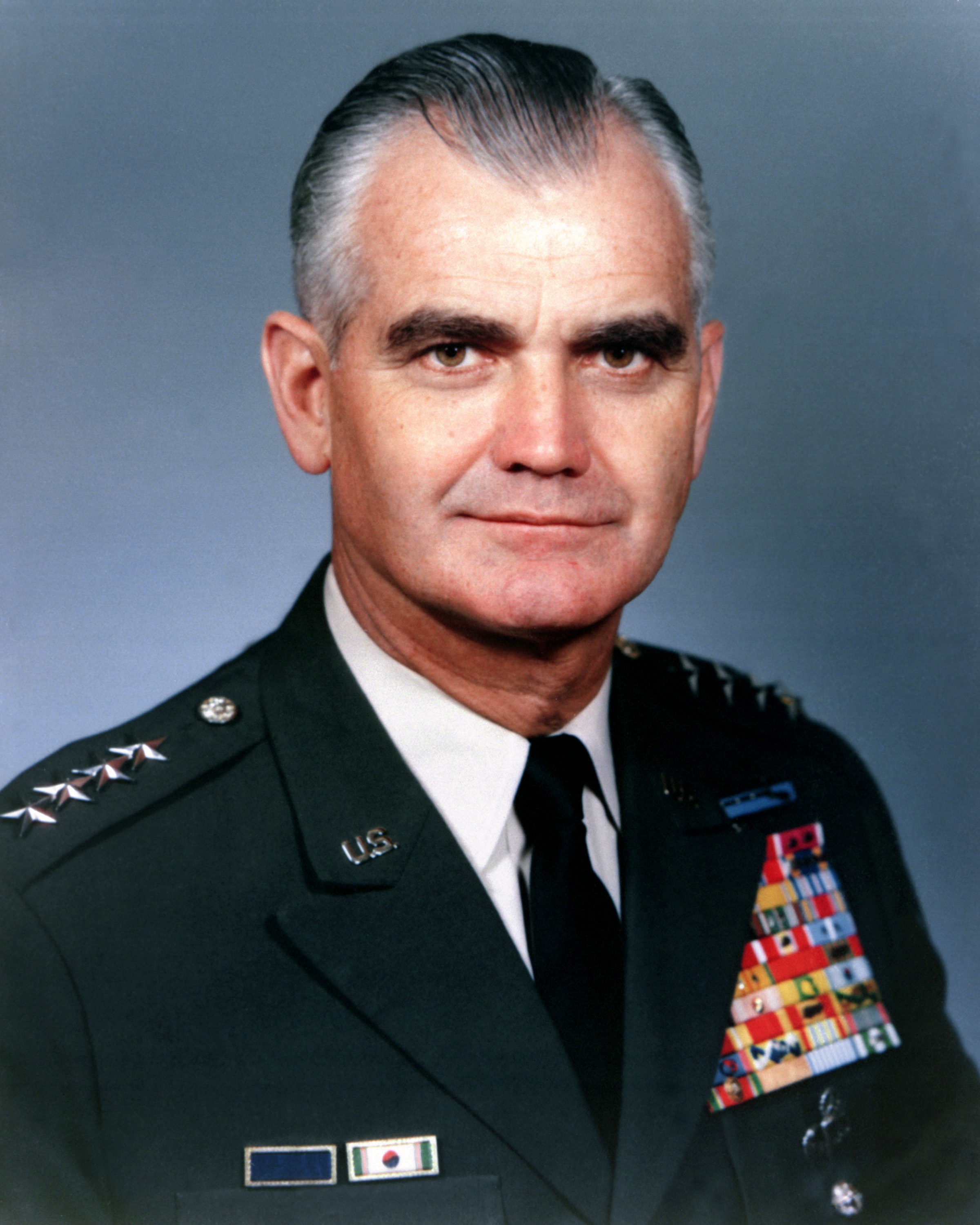
الجنرال وليام سي. ويستمورلاند، COMUSMACV